# Rapsodia
"Rapsodia" (tradução portuguesa: "Rapsódia") foi a canção que representou a Itália no Festival Eurovisão da Canção 1992, interpretada em italiano por Mia Martini, uma das mais famosas e bem sucedidas canoras italianas de todos os tempos, tendo aqui a sua segunda participação no Festival Eurovisão da Canção depois de ter participado em 1977 com a canção "Libera", que terminou em 13.º lugar (entre 18 países participantes). Informações sobre a canção. 
Em 1992 foi a décima-nona canção a ser interpretada na noite do festival, a seguir à canção dinamarquesa"Alt det som ingen ser" cantada por Kenny Lübcke e antes da canção jugoslava "Ljubim te pesmama". interpretada por Extra Nena. Terminou a competição num honroso quarto lugar, com 111 pontos (recebendo 12 pontos da França, Finlândia, Noruega e Países Baixos. Informações sobre a canção. Três anos após ter participado no Festival Eurovisão da Canção, Martini morreu inesperadamente com 47 anos. 

## Autores da canção
A canção tinha letra de Giancarlo Bigazzi, música de Giuseppe Dati e foi orquestrada por Marco Falagiani. Informações sobre a canção

## Letra
A canção é uma balada dramática e desesperante, na qual Martini canta canta sobre dois "antigos amantes" que tinham se encontrado por acaso num bar. Ela canta que tinham "deixado as suas famílias, traído os seus amigos" como parte da sua procura para uma "outra juventude", ainda que "eles não querem conselhos sobre como ser feliz. Eles perguntam a eles mesmos "quem são eles realmente", como eles ali se sentaram "cansados, envergonhados,, ainda sinceros". A sua situação é descrita como uma imensa e sem esperança rapsódia., e como antigos amantes deixam o bar - e cada um deles se tornam  "canções de era uma vez...Letra da canção